# Anaphosia cyanogramma
Anaphosia cyanogramma là một loài bướm đêm thuộc phân họ Arctiinae, họ Erebidae.